# Lista över fornlämningar i Håbo kommun
Lista över fornlämningar i Håbo kommun är en förteckning av ett urval av de fornlämningar som finns i Håbo kommun.

## Bro
| Namn    | Lämningstyp             | Tillkomsttid | Historisk indelning | Plats | Läge                 | ID-nr          | Bild                                 |
| ------- | ----------------------- | ------------ | ------------------- | ----- | -------------------- | -------------- | ------------------------------------ |
| Bro 321 | Lägenhetsbebyggelse     |              | Bro, Uppland        |       | 59.555791, 17.565788 | 12000000113738 | Ladda upp en bild av detta fornminne |
| Bro 324 | Husgrund, historisk tid |              | Bro, Uppland        |       | 59.555625, 17.564682 | 12000000113744 | Ladda upp en bild av detta fornminne |
| Bro 338 | Stensättning            |              | Bro, Uppland        |       | 59.551843, 17.571022 | 12000000124198 | Ladda upp en bild av detta fornminne |

## Häggeby
| Namn                      | Lämningstyp    | Tillkomsttid | Historisk indelning | Plats  | Läge                 | ID-nr          | Bild                                      |
| ------------------------- | -------------- | ------------ | ------------------- | ------ | -------------------- | -------------- | ----------------------------------------- |
| Häggeby 1:1               | Gravfält       |              | Häggeby, Uppland    |        | 59.646148, 17.531256 | 10024100010001 | Ladda upp en bild av detta fornminne      |
| Häggeby 7:1               | Gravfält       |              | Häggeby, Uppland    |        | 59.648095, 17.528452 | 10024100070001 | Ladda upp en bild av detta fornminne      |
| Häggeby 11:1              | Gravfält       |              | Häggeby, Uppland    |        | 59.649344, 17.525538 | 10024100110001 | Ladda upp en bild av detta fornminne      |
| Häggeby 12:1              | Gravfält       |              | Häggeby, Uppland    |        | 59.649486, 17.523557 | 10024100120001 | Ladda upp en bild av detta fornminne      |
| Häggeby 14:1              | Gravfält       |              | Häggeby, Uppland    |        | 59.645110, 17.516331 | 10024100140001 | Ladda upp en bild av detta fornminne      |
| Häggeby 16:1              | Gravfält       |              | Häggeby, Uppland    |        | 59.652767, 17.518525 | 10024100160001 | Ladda upp en bild av detta fornminne      |
| Häggeby 17:1              | Stensättning   |              | Häggeby, Uppland    |        | 59.652404, 17.521832 | 10024100170001 | Ladda upp en bild av detta fornminne      |
| Häggeby 17:2              | Stensättning   |              | Häggeby, Uppland    |        | 59.652355, 17.521996 | 10024100170002 | Ladda upp en bild av detta fornminne      |
| Häggeby 18:1              | Röse           |              | Häggeby, Uppland    |        | 59.650985, 17.519525 | 10024100180001 | Ladda upp en bild av detta fornminne      |
| Häggeby 18:2              | Röse           |              | Häggeby, Uppland    |        | 59.651187, 17.519325 | 10024100180002 | Ladda upp en bild av detta fornminne      |
| Häggeby 18:3              | Stensättning   |              | Häggeby, Uppland    |        | 59.650847, 17.519450 | 10024100180003 | Ladda upp en bild av detta fornminne      |
| Häggeby 18:4              | Stensättning   |              | Häggeby, Uppland    |        | 59.651105, 17.519210 | 10024100180004 | Ladda upp en bild av detta fornminne      |
| Häggeby 19:1              | Röse           |              | Häggeby, Uppland    |        | 59.651754, 17.520957 | 10024100190001 | Ladda upp en bild av detta fornminne      |
| Häggeby 19:2              | Stensättning   |              | Häggeby, Uppland    |        | 59.651731, 17.520601 | 10024100190002 | Ladda upp en bild av detta fornminne      |
| Häggeby 20:1              | Stensättning   |              | Häggeby, Uppland    |        | 59.656236, 17.520124 | 10024100200001 | Ladda upp en bild av detta fornminne      |
| Häggeby 21:1              | Stensättning   |              | Häggeby, Uppland    |        | 59.655895, 17.520398 | 10024100210001 | Ladda upp en bild av detta fornminne      |
| Häggeby 23:1              | Hög            |              | Häggeby, Uppland    |        | 59.645311, 17.532372 | 10024100230001 | Ladda upp en bild av detta fornminne      |
| Häggeby 23:2              | Hög            |              | Häggeby, Uppland    |        | 59.645660, 17.533244 | 10024100230002 | Ladda upp en bild av detta fornminne      |
| U 672 (Häggeby 23:3)      | Runristning    |              | Häggeby, Uppland    |        | 59.645658, 17.533240 | 10024100230003 | Ladda upp en bild av detta fornminne      |
| Häggeby 23:4              | Hög            |              | Häggeby, Uppland    |        | 59.645698, 17.532438 | 10024100230004 | Ladda upp en bild av detta fornminne      |
| Häggeby 23:5              | Hög            |              | Häggeby, Uppland    |        | 59.645895, 17.531925 | 10024100230005 | Ladda upp en bild av detta fornminne      |
| U 670 (Häggeby 23:6)      | Runristning    |              | Häggeby, Uppland    |        | 59.645814, 17.531918 | 10024100230006 | Ladda upp en bild av detta fornminne      |
| Häggeby 25:1              | Gravfält       |              | Häggeby, Uppland    |        | 59.655187, 17.529126 | 10024100250001 | Ladda upp en bild av detta fornminne      |
| Häggeby 26:1              | Hög            |              | Häggeby, Uppland    |        | 59.660036, 17.526652 | 10024100260001 | Ladda upp en bild av detta fornminne      |
| Häggeby 26:2              | Hög            |              | Häggeby, Uppland    |        | 59.660528, 17.527371 | 10024100260002 | Ladda upp en bild av detta fornminne      |
| Häggeby 27:1              | Gravfält       |              | Häggeby, Uppland    |        | 59.660202, 17.527737 | 10024100270001 | Ladda upp en bild av detta fornminne      |
| U 667 (Häggeby 28:1)      | Runristning    |              | Häggeby, Uppland    |        | 59.658849, 17.531948 | 10024100280001 | Ladda upp en bild av detta fornminne      |
| Häggeby 29:1              | Gravfält       |              | Häggeby, Uppland    |        | 59.661121, 17.526570 | 10024100290001 | Ladda upp en bild av detta fornminne      |
| Häggeby 30:1              | Gravfält       |              | Häggeby, Uppland    |        | 59.676425, 17.534717 | 10024100300001 | Ladda upp en bild av detta fornminne      |
| Häggeby 32:1              | Stensättning   |              | Häggeby, Uppland    |        | 59.675979, 17.534266 | 10024100320001 | Ladda upp en bild av detta fornminne      |
| Häggeby 32:2              | Stensättning   |              | Häggeby, Uppland    |        | 59.675991, 17.533983 | 10024100320002 | Ladda upp en bild av detta fornminne      |
| U 676 (Häggeby 33:1)      | Runristning    |              | Häggeby, Uppland    | Viksjö | 59.669600, 17.545404 | 10024100330001 | Ladda upp en till bild av detta fornminne |
| U 677 (Häggeby 34:1)      | Runristning    |              | Häggeby, Uppland    |        | 59.669431, 17.546376 | 10024100340001 | Ladda upp en till bild av detta fornminne |
| U 674 (Häggeby 35:1)      | Runristning    |              | Häggeby, Uppland    |        | 59.672331, 17.540407 | 10024100350001 | Ladda upp en till bild av detta fornminne |
| U 671 (Häggeby 37:1)      | Runristning    |              | Häggeby, Uppland    |        | 59.630725, 17.503250 | 10024100370001 | Ladda upp en bild av detta fornminne      |
| Häggeby 38:1              | Röse           |              | Häggeby, Uppland    |        | 59.636978, 17.510469 | 10024100380001 | Ladda upp en bild av detta fornminne      |
| Galgbacken (Häggeby 39:1) | Hög            |              | Häggeby, Uppland    |        | 59.669657, 17.546276 | 10024100390001 | Ladda upp en bild av detta fornminne      |
| Galgbacken (Häggeby 39:2) | Stensättning   |              | Häggeby, Uppland    |        | 59.669587, 17.547183 | 10024100390002 | Ladda upp en bild av detta fornminne      |
| Häggeby 40:1              | Gravfält       |              | Häggeby, Uppland    |        | 59.664834, 17.551771 | 10024100400001 | Ladda upp en bild av detta fornminne      |
| Häggeby 42:1              | Stenkammargrav |              | Häggeby, Uppland    |        | 59.631316, 17.503644 | 10024100420001 | Ladda upp en bild av detta fornminne      |
| Häggeby 43:1              | Stensättning   |              | Häggeby, Uppland    |        | 59.630819, 17.506583 | 10024100430001 | Ladda upp en bild av detta fornminne      |
| Häggeby 44:1              | Gravfält       |              | Häggeby, Uppland    |        | 59.632789, 17.526715 | 10024100440001 | Ladda upp en bild av detta fornminne      |
| Häggeby 46:1              | Gravfält       |              | Häggeby, Uppland    |        | 59.656226, 17.528124 | 10024100460001 | Ladda upp en bild av detta fornminne      |
| Häggeby 48:1              | Stensättning   |              | Häggeby, Uppland    |        | 59.649170, 17.518872 | 10024100480001 | Ladda upp en bild av detta fornminne      |
| Häggeby 49:1              | Stensättning   |              | Häggeby, Uppland    |        | 59.649872, 17.516475 | 10024100490001 | Ladda upp en bild av detta fornminne      |
| Häggeby 53:1              | Stensättning   |              | Häggeby, Uppland    |        | 59.655472, 17.532397 | 10024100530001 | Ladda upp en bild av detta fornminne      |
| Häggeby 55:2              | Stensättning   |              | Häggeby, Uppland    |        | 59.675332, 17.518458 | 10024100550002 | Ladda upp en bild av detta fornminne      |
| Häggeby 56:1              | Gravfält       |              | Häggeby, Uppland    |        | 59.667685, 17.543297 | 10024100560001 | Ladda upp en bild av detta fornminne      |
| Häggeby 58:1              | Hög            |              | Häggeby, Uppland    |        | 59.656591, 17.554040 | 10024100580001 | Ladda upp en bild av detta fornminne      |
| Häggeby 59:1              | Gravfält       |              | Häggeby, Uppland    |        | 59.656276, 17.557659 | 10024100590001 | Ladda upp en bild av detta fornminne      |
| Häggeby 64:1              | Gravfält       |              | Häggeby, Uppland    |        | 59.652984, 17.568646 | 10024100640001 | Ladda upp en bild av detta fornminne      |
| U 665 (Häggeby 65:1)      | Runristning    |              | Häggeby, Uppland    |        | 59.651118, 17.571525 | 10024100650001 | Ladda upp en bild av detta fornminne      |
| Häggeby 69:1              | Stensättning   |              | Häggeby, Uppland    |        | 59.651932, 17.555912 | 10024100690001 | Ladda upp en bild av detta fornminne      |
| Häggeby 70:1              | Gravfält       |              | Häggeby, Uppland    |        | 59.650700, 17.560401 | 10024100700001 | Ladda upp en bild av detta fornminne      |
| Häggeby 71:1              | Hög            |              | Häggeby, Uppland    |        | 59.649145, 17.542024 | 10024100710001 | Ladda upp en bild av detta fornminne      |
| Häggeby 71:2              | Hög            |              | Häggeby, Uppland    |        | 59.649332, 17.541780 | 10024100710002 | Ladda upp en bild av detta fornminne      |
| U 668 (Häggeby 72:1)      | Runristning    |              | Häggeby, Uppland    |        | 59.647798, 17.544945 | 10024100720001 | Ladda upp en till bild av detta fornminne |
| Häggeby 73:1              | Gravfält       |              | Häggeby, Uppland    |        | 59.647431, 17.547189 | 10024100730001 | Ladda upp en bild av detta fornminne      |
| Häggeby 74:1              | Gravfält       |              | Häggeby, Uppland    |        | 59.647753, 17.559499 | 10024100740001 | Ladda upp en bild av detta fornminne      |
| Häggeby 76:1              | Gravfält       |              | Häggeby, Uppland    |        | 59.647074, 17.556779 | 10024100760001 | Ladda upp en bild av detta fornminne      |
| Häggeby 77:1              | Gravfält       |              | Häggeby, Uppland    |        | 59.645303, 17.554391 | 10024100770001 | Ladda upp en bild av detta fornminne      |
| Häggeby 78:1              | Gravfält       |              | Häggeby, Uppland    |        | 59.644641, 17.556713 | 10024100780001 | Ladda upp en bild av detta fornminne      |
| Häggeby 81:1              | Gravfält       |              | Häggeby, Uppland    |        | 59.640191, 17.556726 | 10024100810001 | Ladda upp en bild av detta fornminne      |
| Häggeby 87:1              | Hög            |              | Häggeby, Uppland    |        | 59.639575, 17.556897 | 10024100870001 | Ladda upp en bild av detta fornminne      |
| Häggeby 88:1              | Stensättning   |              | Häggeby, Uppland    |        | 59.651412, 17.517736 | 10024100880001 | Ladda upp en bild av detta fornminne      |
| Häggeby 89:1              | Stensättning   |              | Häggeby, Uppland    |        | 59.660942, 17.525363 | 10024100890001 | Ladda upp en bild av detta fornminne      |
| Häggeby 90:1              | Hög            |              | Häggeby, Uppland    |        | 59.660341, 17.529737 | 10024100900001 | Ladda upp en bild av detta fornminne      |
| Häggeby 90:2              | Hög            |              | Häggeby, Uppland    |        | 59.660444, 17.529587 | 10024100900002 | Ladda upp en bild av detta fornminne      |
| Häggeby 90:3              | Stensättning   |              | Häggeby, Uppland    |        | 59.660482, 17.529788 | 10024100900003 | Ladda upp en bild av detta fornminne      |
| Häggeby 91:1              | Fornborg       |              | Häggeby, Uppland    |        | 59.666071, 17.521172 | 10024100910001 | Ladda upp en bild av detta fornminne      |
| Häggeby 92:1              | Stensättning   |              | Häggeby, Uppland    |        | 59.665961, 17.548045 | 10024100920001 | Ladda upp en bild av detta fornminne      |
| Häggeby 93:1              | Stensättning   |              | Häggeby, Uppland    |        | 59.666722, 17.547772 | 10024100930001 | Ladda upp en bild av detta fornminne      |
| Häggeby 109:1             | Stensättning   |              | Häggeby, Uppland    |        | 59.646469, 17.577679 | 10024101090001 | Ladda upp en bild av detta fornminne      |
| Häggeby 109:2             | Stensättning   |              | Häggeby, Uppland    |        | 59.646387, 17.577628 | 10024101090002 | Ladda upp en bild av detta fornminne      |
| Häggeby 109:3             | Stensättning   |              | Häggeby, Uppland    |        | 59.646806, 17.577703 | 10024101090003 | Ladda upp en bild av detta fornminne      |
| Häggeby 115:1             | Stensättning   |              | Häggeby, Uppland    |        | 59.653891, 17.535390 | 10024101150001 | Ladda upp en bild av detta fornminne      |
| Häggeby 116:1             | Stensättning   |              | Häggeby, Uppland    |        | 59.654760, 17.532889 | 10024101160001 | Ladda upp en bild av detta fornminne      |
| Häggeby 117:1             | Stensättning   |              | Häggeby, Uppland    |        | 59.647420, 17.554321 | 10024101170001 | Ladda upp en bild av detta fornminne      |
| Häggeby 117:2             | Stensättning   |              | Häggeby, Uppland    |        | 59.647545, 17.554425 | 10024101170002 | Ladda upp en bild av detta fornminne      |
| Häggeby 145:1             | Hällristning   |              | Häggeby, Uppland    |        | 59.645719, 17.554387 | 10024101450001 | Ladda upp en bild av detta fornminne      |
| Häggeby 146:1             | Hällristning   |              | Häggeby, Uppland    |        | 59.646648, 17.551410 | 10024101460001 | Ladda upp en bild av detta fornminne      |

## Håtuna
| Namn         | Lämningstyp  | Tillkomsttid | Historisk indelning | Plats | Läge                 | ID-nr          | Bild                                 |
| ------------ | ------------ | ------------ | ------------------- | ----- | -------------------- | -------------- | ------------------------------------ |
| Håtuna 186:1 | Stensättning |              | Håtuna, Uppland     |       | 59.561334, 17.561256 | 10003401860001 | Ladda upp en bild av detta fornminne |
| Håtuna 228   | Stensättning |              | Håtuna, Uppland     |       | 59.560933, 17.562222 | 12000000113740 | Ladda upp en bild av detta fornminne |

## Skokloster
| Namn                                         | Lämningstyp                 | Tillkomsttid | Historisk indelning | Plats | Läge                 | ID-nr          | Bild                                      |
| -------------------------------------------- | --------------------------- | ------------ | ------------------- | ----- | -------------------- | -------------- | ----------------------------------------- |
| U 685 (Skokloster 1:1)                       | Runristning                 |              | Skokloster, Uppland |       | 59.708047, 17.561008 | 10026600010001 | Ladda upp en till bild av detta fornminne |
| Skokloster 2:1                               | Stensättning                |              | Skokloster, Uppland |       | 59.706811, 17.561642 | 10026600020001 | Ladda upp en bild av detta fornminne      |
| Skokloster 3:1                               | Gravfält                    |              | Skokloster, Uppland |       | 59.704858, 17.562784 | 10026600030001 | Ladda upp en bild av detta fornminne      |
| U 686 (Skokloster 4:1)                       | Runristning                 |              | Skokloster, Uppland |       | 59.703654, 17.561790 | 10026600040001 | Ladda upp en bild av detta fornminne      |
| Skokloster 5:1                               | Gravfält                    |              | Skokloster, Uppland |       | 59.702412, 17.560588 | 10026600050001 | Ladda upp en bild av detta fornminne      |
| Skokloster 6:1                               | Gravfält                    |              | Skokloster, Uppland |       | 59.706142, 17.565996 | 10026600060001 | Ladda upp en bild av detta fornminne      |
| Skokloster 8:1                               | Gravfält                    |              | Skokloster, Uppland |       | 59.708306, 17.574689 | 10026600080001 | Ladda upp en bild av detta fornminne      |
| Skokloster 9:1                               | Stensättning                |              | Skokloster, Uppland |       | 59.703567, 17.561064 | 10026600090001 | Ladda upp en bild av detta fornminne      |
| Skokloster 9:2                               | Grav markerad av sten/block |              | Skokloster, Uppland |       | 59.703642, 17.561242 | 10026600090002 | Ladda upp en bild av detta fornminne      |
| Skokloster 9:3                               | Stensättning                |              | Skokloster, Uppland |       | 59.703494, 17.561330 | 10026600090003 | Ladda upp en bild av detta fornminne      |
| Skokloster 10:1                              | Gravfält                    |              | Skokloster, Uppland |       | 59.710934, 17.568253 | 10026600100001 | Ladda upp en bild av detta fornminne      |
| Skokloster 11:1                              | Stensättning                |              | Skokloster, Uppland |       | 59.711720, 17.568006 | 10026600110001 | Ladda upp en bild av detta fornminne      |
| Skokloster 11:2                              | Hög                         |              | Skokloster, Uppland |       | 59.711339, 17.568537 | 10026600110002 | Ladda upp en bild av detta fornminne      |
| Skokloster 12:1                              | Gravfält                    |              | Skokloster, Uppland |       | 59.710933, 17.572701 | 10026600120001 | Ladda upp en bild av detta fornminne      |
| Skokloster 13:1                              | Gravfält                    |              | Skokloster, Uppland |       | 59.710451, 17.576861 | 10026600130001 | Ladda upp en bild av detta fornminne      |
| U 687 (Skokloster 14:1)                      | Runristning                 |              | Skokloster, Uppland |       | 59.711814, 17.573791 | 10026600140001 | Ladda upp en till bild av detta fornminne |
| Skokloster 15:1                              | Gravfält                    |              | Skokloster, Uppland |       | 59.712342, 17.579412 | 10026600150001 | Ladda upp en bild av detta fornminne      |
| Sjusta hög (Skokloster 16:1)                 | Gravfält                    |              | Skokloster, Uppland |       | 59.713742, 17.573935 | 10026600160001 | Ladda upp en bild av detta fornminne      |
| Skokloster 17:1                              | Gravfält                    |              | Skokloster, Uppland |       | 59.715085, 17.572741 | 10026600170001 | Ladda upp en bild av detta fornminne      |
| Skokloster 18:1                              | Röse                        |              | Skokloster, Uppland |       | 59.713500, 17.581637 | 10026600180001 | Ladda upp en bild av detta fornminne      |
| Skokloster 18:2                              | Stensättning                |              | Skokloster, Uppland |       | 59.713291, 17.581491 | 10026600180002 | Ladda upp en bild av detta fornminne      |
| U 689 (Skokloster 19:1)                      | Runristning                 |              | Skokloster, Uppland |       | 59.708247, 17.568304 | 10026600190001 | Ladda upp en till bild av detta fornminne |
| Skokloster 20:1                              | Gravfält                    |              | Skokloster, Uppland |       | 59.707737, 17.565105 | 10026600200001 | Ladda upp en bild av detta fornminne      |
| Skokloster 21:1                              | Stensättning                |              | Skokloster, Uppland |       | 59.710866, 17.574991 | 10026600210001 | Ladda upp en bild av detta fornminne      |
| Skokloster 25:1                              | Gravfält                    |              | Skokloster, Uppland |       | 59.699630, 17.565366 | 10026600250001 | Ladda upp en bild av detta fornminne      |
| Skokloster 26:1                              | Stensättning                |              | Skokloster, Uppland |       | 59.699498, 17.572127 | 10026600260001 | Ladda upp en bild av detta fornminne      |
| Skokloster 28:1                              | Gravfält                    |              | Skokloster, Uppland |       | 59.703669, 17.573625 | 10026600280001 | Ladda upp en bild av detta fornminne      |
| Skokloster 29:1                              | Gravfält                    |              | Skokloster, Uppland |       | 59.706585, 17.580221 | 10026600290001 | Ladda upp en bild av detta fornminne      |
| Skokloster 30:1                              | Gravfält                    |              | Skokloster, Uppland |       | 59.709681, 17.587151 | 10026600300001 | Ladda upp en bild av detta fornminne      |
| U 684 (Skokloster 31:1)                      | Runristning                 |              | Skokloster, Uppland |       | 59.706079, 17.585658 | 10026600310001 | Ladda upp en till bild av detta fornminne |
| Ljusberget (Skokloster 32:1)                 | Gravfält                    |              | Skokloster, Uppland |       | 59.705951, 17.586663 | 10026600320001 | Ladda upp en bild av detta fornminne      |
| Skokloster 34:1                              | Stensättning                |              | Skokloster, Uppland |       | 59.703511, 17.578667 | 10026600340001 | Ladda upp en bild av detta fornminne      |
| Skokloster 35:1                              | Gravfält                    |              | Skokloster, Uppland |       | 59.707104, 17.591159 | 10026600350001 | Ladda upp en bild av detta fornminne      |
| Skokloster 36:1                              | Gravfält                    |              | Skokloster, Uppland |       | 59.707020, 17.590061 | 10026600360001 | Ladda upp en bild av detta fornminne      |
| Skokloster 37:1                              | Stensättning                |              | Skokloster, Uppland |       | 59.704501, 17.589563 | 10026600370001 | Ladda upp en bild av detta fornminne      |
| Skokloster 39:1                              | Röse                        |              | Skokloster, Uppland |       | 59.703008, 17.585867 | 10026600390001 | Ladda upp en bild av detta fornminne      |
| Skokloster 40:1                              | Röse                        |              | Skokloster, Uppland |       | 59.710578, 17.597669 | 10026600400001 | Ladda upp en bild av detta fornminne      |
| Skokloster 40:2                              | Stensättning                |              | Skokloster, Uppland |       | 59.710514, 17.597296 | 10026600400002 | Ladda upp en bild av detta fornminne      |
| Skokloster 41:1                              | Gravfält                    |              | Skokloster, Uppland |       | 59.710876, 17.590147 | 10026600410001 | Ladda upp en bild av detta fornminne      |
| Skokloster 44:1                              | Gravfält                    |              | Skokloster, Uppland |       | 59.710754, 17.598721 | 10026600440001 | Ladda upp en bild av detta fornminne      |
| Skokloster 45:1                              | Stensättning                |              | Skokloster, Uppland |       | 59.708391, 17.595804 | 10026600450001 | Ladda upp en bild av detta fornminne      |
| Skokloster 46:1                              | Gravfält                    |              | Skokloster, Uppland |       | 59.711860, 17.596299 | 10026600460001 | Ladda upp en bild av detta fornminne      |
| Skokloster 47:1                              | Gravfält                    |              | Skokloster, Uppland |       | 59.711315, 17.599399 | 10026600470001 | Ladda upp en bild av detta fornminne      |
| Flasta hög (Skokloster 48:1)                 | Hög                         |              | Skokloster, Uppland |       | 59.709897, 17.604703 | 10026600480001 | Ladda upp en bild av detta fornminne      |
| Flasta hög (Skokloster 48:2)                 | Hög                         |              | Skokloster, Uppland |       | 59.710002, 17.605053 | 10026600480002 | Ladda upp en bild av detta fornminne      |
| Skokloster 49:1                              | Gravfält                    |              | Skokloster, Uppland |       | 59.710044, 17.602821 | 10026600490001 | Ladda upp en bild av detta fornminne      |
| Skokloster 50:1                              | Stensättning                |              | Skokloster, Uppland |       | 59.706322, 17.597632 | 10026600500001 | Ladda upp en bild av detta fornminne      |
| Skokloster 50:2                              | Stensättning                |              | Skokloster, Uppland |       | 59.706438, 17.597648 | 10026600500002 | Ladda upp en bild av detta fornminne      |
| Skokloster 52:1                              | Gravfält                    |              | Skokloster, Uppland |       | 59.707789, 17.599069 | 10026600520001 | Ladda upp en bild av detta fornminne      |
| Skokloster 56:1                              | Röse                        |              | Skokloster, Uppland |       | 59.704245, 17.594622 | 10026600560001 | Ladda upp en bild av detta fornminne      |
| Skokloster 57:1                              | Stensättning                |              | Skokloster, Uppland |       | 59.702458, 17.591696 | 10026600570001 | Ladda upp en bild av detta fornminne      |
| Skokloster 58:1                              | Stensättning                |              | Skokloster, Uppland |       | 59.700852, 17.600283 | 10026600580001 | Ladda upp en bild av detta fornminne      |
| Skokloster 58:2                              | Stensättning                |              | Skokloster, Uppland |       | 59.700772, 17.600027 | 10026600580002 | Ladda upp en bild av detta fornminne      |
| Skokloster 60:1                              | Stensättning                |              | Skokloster, Uppland |       | 59.700999, 17.601725 | 10026600600001 | Ladda upp en bild av detta fornminne      |
| Skokloster 61:1                              | Röse                        |              | Skokloster, Uppland |       | 59.698090, 17.585628 | 10026600610001 | Ladda upp en bild av detta fornminne      |
| Skokloster 62:1                              | Stensättning                |              | Skokloster, Uppland |       | 59.695579, 17.594517 | 10026600620001 | Ladda upp en bild av detta fornminne      |
| Skokloster 63:1                              | Stensättning                |              | Skokloster, Uppland |       | 59.696028, 17.595436 | 10026600630001 | Ladda upp en bild av detta fornminne      |
| Skokloster 64:1                              | Gravfält                    |              | Skokloster, Uppland |       | 59.696631, 17.596416 | 10026600640001 | Ladda upp en bild av detta fornminne      |
| Skokloster 66:1                              | Stensättning                |              | Skokloster, Uppland |       | 59.698860, 17.616437 | 10026600660001 | Ladda upp en bild av detta fornminne      |
| U 679 (Skokloster 69:1)                      | Runristning                 |              | Skokloster, Uppland |       | 59.704733, 17.624083 | 10026600690001 | Ladda upp en till bild av detta fornminne |
| Skokloster (Skokloster 70:1)                 | Husgrund, historisk tid     |              | Skokloster, Uppland |       | 59.703763, 17.622554 | 10026600700001 | Ladda upp en bild av detta fornminne      |
| U 678 (Skokloster 71:1)                      | Runristning                 |              | Skokloster, Uppland |       | 59.704540, 17.624522 | 10026600710001 | Ladda upp en till bild av detta fornminne |
| U 681 (Skokloster 72:1)                      | Runristning                 |              | Skokloster, Uppland |       | 59.704545, 17.623640 | 10026600720001 | Ladda upp en till bild av detta fornminne |
| Flasta kyrkoruin (Skokloster 73:1)           | Kyrka/kapell                |              | Skokloster, Uppland |       | 59.708603, 17.608439 | 10026600730001 | Ladda upp en till bild av detta fornminne |
| Flasta mur (Skokloster 73:2)                 | Begravningsplats            |              | Skokloster, Uppland |       | 59.708358, 17.608622 | 10026600730002 | Ladda upp en bild av detta fornminne      |
| Skokloster 74:1                              | Stensättning                |              | Skokloster, Uppland |       | 59.708266, 17.616944 | 10026600740001 | Ladda upp en bild av detta fornminne      |
| Skokloster 74:2                              | Stensättning                |              | Skokloster, Uppland |       | 59.708188, 17.617179 | 10026600740002 | Ladda upp en bild av detta fornminne      |
| U 688 (Skokloster 76:1)                      | Runristning                 |              | Skokloster, Uppland |       | 59.723165, 17.647305 | 10026600760001 | Ladda upp en bild av detta fornminne      |
| Skokloster 77:1                              | Stensättning                |              | Skokloster, Uppland |       | 59.717595, 17.572343 | 10026600770001 | Ladda upp en bild av detta fornminne      |
| Skokloster 78:1                              | Stensättning                |              | Skokloster, Uppland |       | 59.717065, 17.572923 | 10026600780001 | Ladda upp en bild av detta fornminne      |
| Skokloster 79:1                              | Röse                        |              | Skokloster, Uppland |       | 59.723059, 17.544546 | 10026600790001 | Ladda upp en bild av detta fornminne      |
| Skokloster 80:1                              | Röse                        |              | Skokloster, Uppland |       | 59.724833, 17.542809 | 10026600800001 | Ladda upp en bild av detta fornminne      |
| Skokloster 81:1                              | Gravfält                    |              | Skokloster, Uppland |       | 59.726699, 17.544243 | 10026600810001 | Ladda upp en bild av detta fornminne      |
| U 683 (Skokloster 82:1)                      | Runristning                 |              | Skokloster, Uppland |       | 59.706552, 17.581838 | 10026600820001 | Ladda upp en bild av detta fornminne      |
| Skokloster 83:1                              | Röse                        |              | Skokloster, Uppland |       | 59.720437, 17.577840 | 10026600830001 | Ladda upp en bild av detta fornminne      |
| Skokloster 83:2                              | Stensättning                |              | Skokloster, Uppland |       | 59.720339, 17.577653 | 10026600830002 | Ladda upp en bild av detta fornminne      |
| Skokloster 84:1                              | Gravfält                    |              | Skokloster, Uppland |       | 59.721340, 17.584833 | 10026600840001 | Ladda upp en bild av detta fornminne      |
| Skokloster 85:1                              | Stensättning                |              | Skokloster, Uppland |       | 59.729391, 17.593591 | 10026600850001 | Ladda upp en bild av detta fornminne      |
| Skokloster 85:2                              | Stensättning                |              | Skokloster, Uppland |       | 59.729130, 17.594247 | 10026600850002 | Ladda upp en bild av detta fornminne      |
| Skokloster 86:1                              | Stensättning                |              | Skokloster, Uppland |       | 59.693659, 17.590178 | 10026600860001 | Ladda upp en bild av detta fornminne      |
| Skokloster 86:3                              | Grav markerad av sten/block |              | Skokloster, Uppland |       | 59.693681, 17.590389 | 10026600860003 | Ladda upp en bild av detta fornminne      |
| Skokloster 87:1                              | Stensättning                |              | Skokloster, Uppland |       | 59.693413, 17.591968 | 10026600870001 | Ladda upp en bild av detta fornminne      |
| Skokloster 88:1                              | Gravfält                    |              | Skokloster, Uppland |       | 59.692396, 17.594654 | 10026600880001 | Ladda upp en bild av detta fornminne      |
| Skokloster 89:1                              | Stensättning                |              | Skokloster, Uppland |       | 59.694258, 17.589182 | 10026600890001 | Ladda upp en bild av detta fornminne      |
| Skokloster 90:1                              | Stensättning                |              | Skokloster, Uppland |       | 59.700068, 17.574835 | 10026600900001 | Ladda upp en bild av detta fornminne      |
| Skokloster 90:2                              | Stensättning                |              | Skokloster, Uppland |       | 59.700006, 17.575283 | 10026600900002 | Ladda upp en bild av detta fornminne      |
| Skokloster 91:1                              | Röse                        |              | Skokloster, Uppland |       | 59.700741, 17.582035 | 10026600910001 | Ladda upp en bild av detta fornminne      |
| Skokloster 91:2                              | Stensättning                |              | Skokloster, Uppland |       | 59.700812, 17.582259 | 10026600910002 | Ladda upp en bild av detta fornminne      |
| Skokloster 94:3                              | Stensättning                |              | Skokloster, Uppland |       | 59.720555, 17.623926 | 10026600940003 | Ladda upp en bild av detta fornminne      |
| Skokloster 95:1                              | Stensättning                |              | Skokloster, Uppland |       | 59.719402, 17.627097 | 10026600950001 | Ladda upp en bild av detta fornminne      |
| Skokloster 95:2                              | Stensättning                |              | Skokloster, Uppland |       | 59.719322, 17.627054 | 10026600950002 | Ladda upp en bild av detta fornminne      |
| Skokloster 95:3                              | Stensättning                |              | Skokloster, Uppland |       | 59.719343, 17.627300 | 10026600950003 | Ladda upp en bild av detta fornminne      |
| Skokloster 98:1                              | Gravfält                    |              | Skokloster, Uppland |       | 59.708578, 17.567481 | 10026600980001 | Ladda upp en bild av detta fornminne      |
| Skokloster 101:1                             | Stensättning                |              | Skokloster, Uppland |       | 59.718279, 17.586346 | 10026601010001 | Ladda upp en bild av detta fornminne      |
| Skokloster 102:1                             | Hög                         |              | Skokloster, Uppland |       | 59.706821, 17.575964 | 10026601020001 | Ladda upp en bild av detta fornminne      |
| Lugneborgen el Lugneslott (Skokloster 104:1) | Fornborg                    |              | Skokloster, Uppland |       | 59.692380, 17.528590 | 10026601040001 | Ladda upp en bild av detta fornminne      |
| Skokloster 105:1                             | Stensättning                |              | Skokloster, Uppland |       | 59.705994, 17.579877 | 10026601050001 | Ladda upp en bild av detta fornminne      |
| Skokloster 105:2                             | Stensättning                |              | Skokloster, Uppland |       | 59.706048, 17.579606 | 10026601050002 | Ladda upp en bild av detta fornminne      |
| Skokloster 119:1                             | Stensättning                |              | Skokloster, Uppland |       | 59.701542, 17.552422 | 10026601190001 | Ladda upp en bild av detta fornminne      |
| Skokloster 120:1                             | Stensättning                |              | Skokloster, Uppland |       | 59.697884, 17.558489 | 10026601200001 | Ladda upp en bild av detta fornminne      |
| Skokloster 120:2                             | Stensättning                |              | Skokloster, Uppland |       | 59.697753, 17.558603 | 10026601200002 | Ladda upp en bild av detta fornminne      |
| Skokloster 121:1                             | Stensättning                |              | Skokloster, Uppland |       | 59.696554, 17.561636 | 10026601210001 | Ladda upp en bild av detta fornminne      |
| Skokloster 121:2                             | Stensättning                |              | Skokloster, Uppland |       | 59.696814, 17.561138 | 10026601210002 | Ladda upp en bild av detta fornminne      |
| Håberget (Skokloster 175:1)                  | Fornborg                    |              | Skokloster, Uppland |       | 59.692809, 17.582084 | 10026601750001 | Ladda upp en bild av detta fornminne      |
| Skokloster 181:1                             | Stensättning                |              | Skokloster, Uppland |       | 59.684516, 17.619778 | 10026601810001 | Ladda upp en bild av detta fornminne      |
| Skokloster 193:1                             | Stensättning                |              | Skokloster, Uppland |       | 59.722247, 17.639259 | 10026601930001 | Ladda upp en bild av detta fornminne      |
| Skokloster 198:1                             | Röse                        |              | Skokloster, Uppland |       | 59.721479, 17.578338 | 10026601980001 | Ladda upp en bild av detta fornminne      |
| Skokloster 202:1                             | Stensättning                |              | Skokloster, Uppland |       | 59.703965, 17.597047 | 10026602020001 | Ladda upp en bild av detta fornminne      |
| Skokloster 202:3                             | Stensättning                |              | Skokloster, Uppland |       | 59.703823, 17.597261 | 10026602020003 | Ladda upp en bild av detta fornminne      |
| Skokloster 202:4                             | Stensättning                |              | Skokloster, Uppland |       | 59.703769, 17.597891 | 10026602020004 | Ladda upp en bild av detta fornminne      |
| Skokloster 204:1                             | Stensättning                |              | Skokloster, Uppland |       | 59.703647, 17.594507 | 10026602040001 | Ladda upp en bild av detta fornminne      |
| Skokloster 208:1                             | Stensättning                |              | Skokloster, Uppland |       | 59.702394, 17.588324 | 10026602080001 | Ladda upp en bild av detta fornminne      |
| Skokloster 208:2                             | Stensättning                |              | Skokloster, Uppland |       | 59.702322, 17.588044 | 10026602080002 | Ladda upp en bild av detta fornminne      |
| Skokloster 208:3                             | Stensättning                |              | Skokloster, Uppland |       | 59.702361, 17.587850 | 10026602080003 | Ladda upp en bild av detta fornminne      |
| Skokloster 208:4                             | Stensättning                |              | Skokloster, Uppland |       | 59.702446, 17.587523 | 10026602080004 | Ladda upp en bild av detta fornminne      |
| Skokloster 211:1                             | Stensättning                |              | Skokloster, Uppland |       | 59.701427, 17.579212 | 10026602110001 | Ladda upp en bild av detta fornminne      |
| Skokloster 211:2                             | Stensättning                |              | Skokloster, Uppland |       | 59.701374, 17.579359 | 10026602110002 | Ladda upp en bild av detta fornminne      |
| Skokloster 218:2                             | Stensättning                |              | Skokloster, Uppland |       | 59.695806, 17.590322 | 10026602180002 | Ladda upp en bild av detta fornminne      |
| Skokloster 222:1                             | Röse                        |              | Skokloster, Uppland |       | 59.691349, 17.590470 | 10026602220001 | Ladda upp en bild av detta fornminne      |
| Skokloster 236                               | Röse                        |              | Skokloster, Uppland |       | 59.730264, 17.555980 | 12000000024796 | Ladda upp en bild av detta fornminne      |
| Skokloster 237                               | Grav markerad av sten/block |              | Skokloster, Uppland |       | 59.685168, 17.606684 | 12000000105077 | Ladda upp en bild av detta fornminne      |
| Skokloster 239                               | Stensättning                |              | Skokloster, Uppland |       | 59.685950, 17.615542 | 12000000105079 | Ladda upp en bild av detta fornminne      |

## Yttergran
| Namn                              | Lämningstyp                 | Tillkomsttid | Historisk indelning | Plats | Läge                 | ID-nr          | Bild                                 |
| --------------------------------- | --------------------------- | ------------ | ------------------- | ----- | -------------------- | -------------- | ------------------------------------ |
| U 644R (Yttergran 3:1)            | Runristning                 |              | Yttergran, Uppland  |       | 59.607704, 17.500148 | 10029600030001 | Ladda upp en bild av detta fornminne |
| Yttergran 4:1                     | Hög                         |              | Yttergran, Uppland  |       | 59.607559, 17.500033 | 10029600040001 | Ladda upp en bild av detta fornminne |
| Yttergran 4:2                     | Hög                         |              | Yttergran, Uppland  |       | 59.607531, 17.500226 | 10029600040002 | Ladda upp en bild av detta fornminne |
| Yttergran 4:3                     | Stensättning                |              | Yttergran, Uppland  |       | 59.607639, 17.499933 | 10029600040003 | Ladda upp en bild av detta fornminne |
| U 646 (Yttergran 5:1)             | Runristning                 |              | Yttergran, Uppland  |       | 59.597568, 17.509808 | 10029600050001 | Ladda upp en bild av detta fornminne |
| Yttergran 6:1                     | Hög                         |              | Yttergran, Uppland  |       | 59.590689, 17.511356 | 10029600060001 | Ladda upp en bild av detta fornminne |
| Yttergran 6:2                     | Grav markerad av sten/block |              | Yttergran, Uppland  |       | 59.590896, 17.511056 | 10029600060002 | Ladda upp en bild av detta fornminne |
| Lilla sågarbacken (Yttergran 9:1) | Grav- och boplatsområde     |              | Yttergran, Uppland  |       | 59.583897, 17.507614 | 10029600090001 | Ladda upp en bild av detta fornminne |
| Yttergran 11:1                    | Gravfält                    |              | Yttergran, Uppland  |       | 59.591689, 17.493721 | 10029600110001 | Ladda upp en bild av detta fornminne |
| Yttergran 12:1                    | Stensättning                |              | Yttergran, Uppland  |       | 59.573790, 17.509721 | 10029600120001 | Ladda upp en bild av detta fornminne |
| U 645 (Yttergran 13:1)            | Runristning                 |              | Yttergran, Uppland  |       | 59.594926, 17.481108 | 10029600130001 | Ladda upp en bild av detta fornminne |
| Yttergran 14:1                    | Grav- och boplatsområde     |              | Yttergran, Uppland  |       | 59.594120, 17.480797 | 10029600140001 | Ladda upp en bild av detta fornminne |
| Yttergran 16:1                    | Gravfält                    |              | Yttergran, Uppland  |       | 59.593674, 17.483804 | 10029600160001 | Ladda upp en bild av detta fornminne |
| Yttergran 18:1                    | Hällristning                |              | Yttergran, Uppland  |       | 59.583726, 17.498188 | 10029600180001 | Ladda upp en bild av detta fornminne |
| Gamla Bålsta (Yttergran 19:1)     | Gravfält                    |              | Yttergran, Uppland  |       | 59.588073, 17.497922 | 10029600190001 | Ladda upp en bild av detta fornminne |
| Yttergran 20:1                    | Stensättning                |              | Yttergran, Uppland  |       | 59.585054, 17.508528 | 10029600200001 | Ladda upp en bild av detta fornminne |
| Yttergran 20:2                    | Stensättning                |              | Yttergran, Uppland  |       | 59.584950, 17.509025 | 10029600200002 | Ladda upp en bild av detta fornminne |
| Yttergran 20:3                    | Stensättning                |              | Yttergran, Uppland  |       | 59.584916, 17.509452 | 10029600200003 | Ladda upp en bild av detta fornminne |
| Yttergran 20:4                    | Stensättning                |              | Yttergran, Uppland  |       | 59.585318, 17.509012 | 10029600200004 | Ladda upp en bild av detta fornminne |
| Hjälmens backe (Yttergran 22:1)   | Röse                        |              | Yttergran, Uppland  |       | 59.604166, 17.504143 | 10029600220001 | Ladda upp en bild av detta fornminne |
| Yttergran 23:1                    | Stensättning                |              | Yttergran, Uppland  |       | 59.572544, 17.511382 | 10029600230001 | Ladda upp en bild av detta fornminne |
| Yttergran 24:1                    | Gravfält                    |              | Yttergran, Uppland  |       | 59.580634, 17.504475 | 10029600240001 | Ladda upp en bild av detta fornminne |
| Yttergran 30:2                    | Stensättning                |              | Yttergran, Uppland  |       | 59.605581, 17.515820 | 10029600300002 | Ladda upp en bild av detta fornminne |
| Yttergran 44:1                    | Hällristning                |              | Yttergran, Uppland  |       | 59.593439, 17.475574 | 10029600440001 | Ladda upp en bild av detta fornminne |
| Yttergran 48:1                    | Stensättning                |              | Yttergran, Uppland  |       | 59.583482, 17.512157 | 10029600480001 | Ladda upp en bild av detta fornminne |
| Yttergran 50:1                    | Stensättning                |              | Yttergran, Uppland  |       | 59.584827, 17.498813 | 10029600500001 | Ladda upp en bild av detta fornminne |
| Yttergran 58:1                    | Stensättning                |              | Yttergran, Uppland  |       | 59.592822, 17.483734 | 10029600580001 | Ladda upp en bild av detta fornminne |
| Yttergran 58:2                    | Stensättning                |              | Yttergran, Uppland  |       | 59.592917, 17.483488 | 10029600580002 | Ladda upp en bild av detta fornminne |
| Yttergran 59:1                    | Stensättning                |              | Yttergran, Uppland  |       | 59.592080, 17.484619 | 10029600590001 | Ladda upp en bild av detta fornminne |
| Yttergran 62:1                    | Hällristning                |              | Yttergran, Uppland  |       | 59.594262, 17.482337 | 10029600620001 | Ladda upp en bild av detta fornminne |
| Yttergran 63:1                    | Hällristning                |              | Yttergran, Uppland  |       | 59.594790, 17.478743 | 10029600630001 | Ladda upp en bild av detta fornminne |
| Yttergran 66:3                    | Hällristning                |              | Yttergran, Uppland  |       | 59.594988, 17.474488 | 10029600660003 | Ladda upp en bild av detta fornminne |
| Yttergran 66:4                    | Hällristning                |              | Yttergran, Uppland  |       | 59.594976, 17.474608 | 10029600660004 | Ladda upp en bild av detta fornminne |
| Yttergran 66:5                    | Hällristning                |              | Yttergran, Uppland  |       | 59.594953, 17.474759 | 10029600660005 | Ladda upp en bild av detta fornminne |
| Yttergran 72:1                    | Hällristning                |              | Yttergran, Uppland  |       | 59.593808, 17.478021 | 10029600720001 | Ladda upp en bild av detta fornminne |
| Yttergran 73:1                    | Hällristning                |              | Yttergran, Uppland  |       | 59.596224, 17.475882 | 10029600730001 | Ladda upp en bild av detta fornminne |
| Yttergran 75:1                    | Stensättning                |              | Yttergran, Uppland  |       | 59.592584, 17.473974 | 10029600750001 | Ladda upp en bild av detta fornminne |
| Yttergran 75:2                    | Stensättning                |              | Yttergran, Uppland  |       | 59.592817, 17.473973 | 10029600750002 | Ladda upp en bild av detta fornminne |
| Yttergran 86:1                    | Hällristning                |              | Yttergran, Uppland  |       | 59.596954, 17.468951 | 10029600860001 | Ladda upp en bild av detta fornminne |
| Yttergran 88:1                    | Hällristning                |              | Yttergran, Uppland  |       | 59.590403, 17.497489 | 10029600880001 | Ladda upp en bild av detta fornminne |
| Yttergran 89:1                    | Hällristning                |              | Yttergran, Uppland  |       | 59.592047, 17.493084 | 10029600890001 | Ladda upp en bild av detta fornminne |
| Yttergran 107                     | Lägenhetsbebyggelse         |              | Yttergran, Uppland  |       | 59.589038, 17.478384 | 12000000117528 | Ladda upp en bild av detta fornminne |
| Yttergran 111                     | Stensättning                |              | Yttergran, Uppland  |       | 59.590365, 17.493551 | 12000000117532 | Ladda upp en bild av detta fornminne |
| Yttergran 113                     | Husgrund, historisk tid     |              | Yttergran, Uppland  |       | 59.590360, 17.493484 | 12000000117534 | Ladda upp en bild av detta fornminne |
| Yttergran 114                     | Stensättning                |              | Yttergran, Uppland  |       | 59.592002, 17.480072 | 12000000117535 | Ladda upp en bild av detta fornminne |
| Yttergran 124                     | Lägenhetsbebyggelse         |              | Yttergran, Uppland  |       | 59.604055, 17.505674 | 12000000128465 | Ladda upp en bild av detta fornminne |
| Övergran 188:1                    | Stensättning                |              | Yttergran, Uppland  |       | 59.588399, 17.473222 | 10030601880001 | Ladda upp en bild av detta fornminne |
| Övergran 256:1                    | Hällristning                |              | Yttergran, Uppland  |       | 59.595654, 17.465223 | 10030602560001 | Ladda upp en bild av detta fornminne |